# Sterculia urophylla
Sterculia urophylla är en malvaväxtart som beskrevs av Elmer Drew Merrill. Sterculia urophylla ingår i släktet Sterculia och familjen malvaväxter. Inga underarter finns listade i Catalogue of Life.